# دكتوراه في القانون

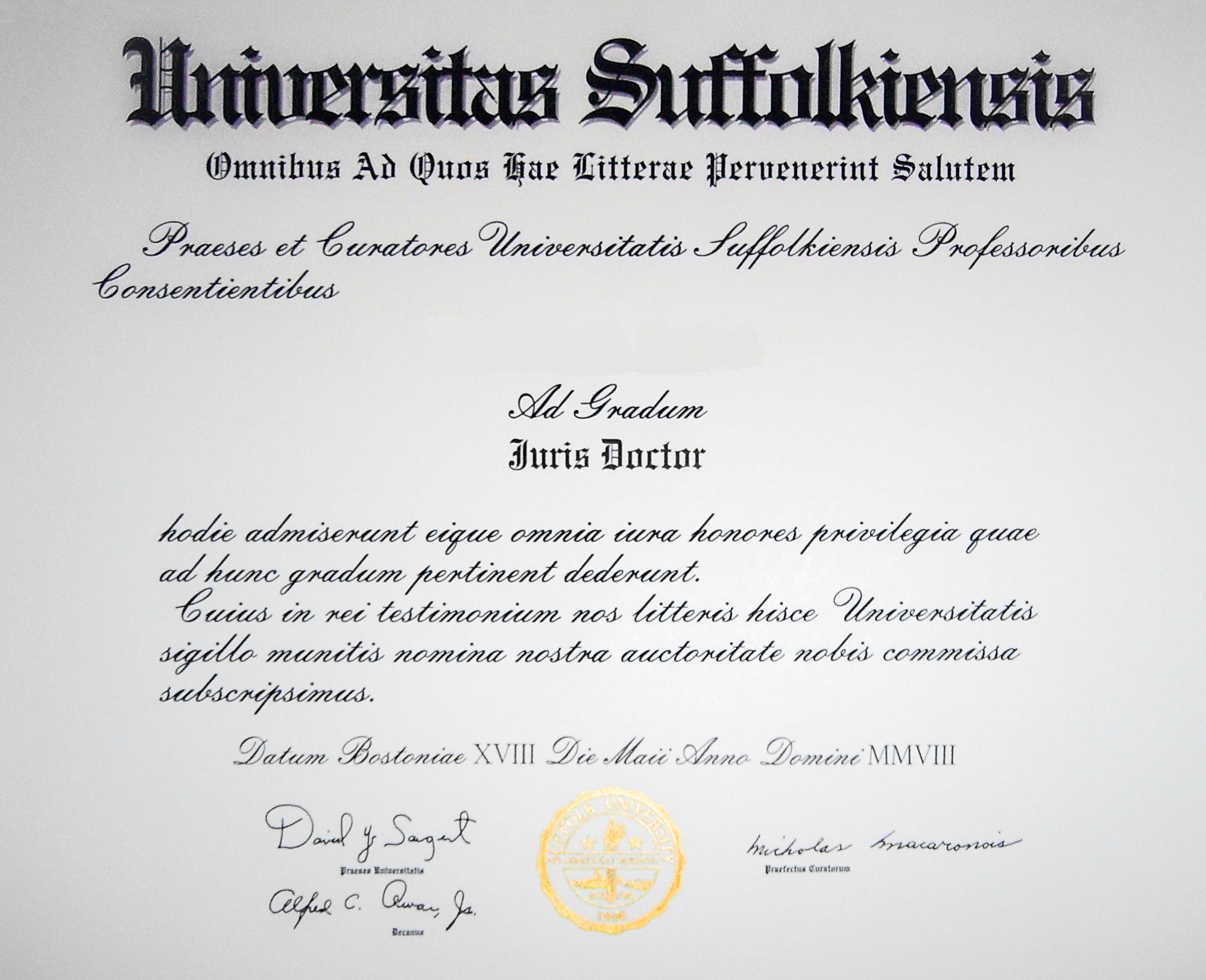
نموذج لدبلوم من كلية الحقوق بجامعة سوفولك في بوسطن، ماساتشوستس، يمنح درجة الدكتوراه في القانون

درجة الدكتوراه في القانون، والمعروفة أيضًا باسم درجة الدكتوراه في فلسفة التشريع، هي درجة مهنية في القانون وواحدة من عدة درجات دكتوراه في القانون. في أستراليا وكندا والولايات المتحدة وبعض دول القانون العام الأخرى، تُكتسب الدكتوراه في القانون من خلال إكمال كلية الحقوق.
تتمتع بالمكانة الأكاديمية لدرجة الدكتوراه المهنية (على عكس الدكتوراه البحثية) في الولايات المتحدة، حيث توقف المركز الوطني لإحصاءات التعليم التابع لوزارة التعليم الأمريكية عن استخدام مصطلح «الدرجة المهنية الأولى» اعتبارًا من جمع البيانات 2010–11 ويستخدم الآن مصطلح «درجة الطبيب المهنية». لديها المكانة الأكاديمية لشهادة الماجستير في أستراليا ودرجة البكالوريوس للالتحاق الثاني في كندا. في جميع الولايات القضائية الثلاثة، نفس المكانة مثل الدرجات المهنية الأخرى، مثل دكتور في الطب/دكتوراه في تقويم العظام. أو بكالوريوس في جراحة الأسنان، الدرجات العلمية المطلوبة ليكون طبيبًا ممارسًا أو طبيب أسنان، على التوالي.